# Наша газета (Казахстан)
«Наша Газета» — интернет-портал Костанайской области. В основном освещает проблемы и криминальные события города Костаная. Сайт был основан практически одновременно с выходом печатной версии еженедельника «Наша Газета». Первый номер «НГ» вышел в апреле 2002 года, а её страница в интернете — в августе того же года. Материалы создаются индивидуально для сайта или копируются из газеты.

## Награды
- Дипломант 3 степени Национальной интернет-премии Award.kz 2008 в номинации «Масс-медиа»
- Победитель V Национальной интернет-премии Award.kz 2007 в номинации «Масс-медиа»[1]
- Дипломант 3 степени Национальной интернет-премии Award.kz 2004 в номинации «Традиционные СМИ в Интернете»[2]